# María Martínez Sierra
María de la O Lejárraga García (San Millán de la Cogolla, 28 de dezembro de 1874 – Buenos Aires, 28 de junho de 1974) foi uma escritora, dramaturga, feminista e deputada espanhola. Foi a autora original de várias obras de seu marido, o escritor Gregorio Martínez Sierra. Era também conhecida pelo pseudônimo de María Martínez Sierra. Foi deputada por Granada no Congresso espanhol.

## Biografia

### Primeiros anos
María nasceu em 1874 em uma família abastada em San Millán de la Cogolla, na província espanhola de La Rioja. Aos 4 anos de idade, mudou-se com a família para Carabanchel Bajo, um dos distritos de Madri. Seu pai, Leandro Lejárraga, era cirurgião e tinha conseguido um emprego na capital. Sua mãe, Natividad García-Garay, se encarregava da educação dos filhos, seguindo as cartilhas francesas.
María estudou na Asociación para la Enseñanza de la Mujer, onde teve contato com as ideias pedagógicas do instituto que gerenciava a escola. Concluiu os estudos na área de comércio em 1891, tornando-se professora de inglês na Escuela de Institutrices y Comercio. Na Escuela Normal de Madri, concluiu o curso de magistério e como estudante, participou do Congreso Pedagógico Hispano-Americano, onde apoiou as ideias sobre educação de Emilia Pardo Bazán. Trabalhou como professora entre 1897 e 1907. Em uma viagem à Bélgica, em 1905, pode conhecer o sistema educacional do país e onde teve contato com os ideais socialistas. No entanto, suas preocupações literárias se chocaram com a sociedade em que María cresceu, contrária à ideia de mulheres se dedicarem às artes e ciências.

### Casamento e o teatro
Em 1899 publicou sua primeira obra, Cuentos breves, que fue acogida por su familia con frialdad. Foi forçada a ocultar seu nome sob o nome de seu marido, com quem se casou em 1900. Em 1901, publicaram "Vida Moderna", onde escritores modernistas e realistas também publicaram.
Com Juan Ramón Jiménez fundou a revista de modernismo poético chamada Helios (1903-1904), onde publicaram vários outros escritores, poetas e ensaístas, como Emilia Pardo Bazán, Antonio Machado e Jacinto Benavente. María escreveu também na revista Renacimiento,, que teve poucas publicações em 1907. Tais colaborações lhe renderam amizades duradouras, tal como a que teve com Juan. Ambas as revistas apontavam tendências literárias na Europa. María era poliglota e foi a responsável por quase todas as traduções em língua inglesa e algumas em francês da Renacimiento.
María acabou largando a carreira docente em 1908 para poder se dedicar integralmente à escrita. Sua obra, Canción de cuna, publicada em 1911, recebeu o prêmio da Real Academia Espanhola como a melhor peça da temporada teatral 1910-1911. De todas as obras encenadas em Madri em 1911, ao menos 20 delas eram de sua autoria, o que mostra seu talento e aclamação da parte de público e crítica. A "Compañía cómico-dramática Martínez Sierra", dirigida por seu marido, se apresentou em várias turnês pela França, Reino Unido, Estados Unidos e América Latina, onde os programas mostravam o nome tanto de María quanto de seu marido. Quando ele estava fora, era María quem se encarregava dos negócios referentes ao teatro.
Colaborou com dramaturgos consagrados, como Eduardo Marquina, em sua obra El pavo real e com Carlos Arniches, em La chica del gato, que mais tarde foi levada para as telas do cinema. Em 1914, María publicou Margot, com música de Joaquín Turina, um drama lírico em três atos. O casal entrou em contato com Manuel de Falla em Paris, em 1913, a pedido de Joaquín Turina. Depois de retornar para Madri, eles começaram a colaborar em vários projetos. Em 1915, estrearam El amor brujo, que combinava música e dança com música de Manuel de Falla e texto de María no Teatro Lara, em Madri. Com este trabalho, eles queriam expressar a alma da do povo roma. Para criá-lo, Falla tocou fragmentos da partitura e María descreveu o tom emocional. Eles viajaram juntos para Granada, cidade que ela conhecia muito bem, onde deram os toques finais. A protagonista foi Pastora Imperio.
Apesar de seu nome não aparecer como autora nas obras que o marido apresentava, havia suspeitas sobre a verdadeira autoria das obras. Em 1930, antes de morrer, Gregorio assinou uma carta reconhecendo a co-autoria de sua esposa, mas ele reivindicou esses direitos para si mesmo. Reconheceu-se inclusive que obras de outros autores, como El peaco real, de Eduardo Marquina, também foram escritas por María e que Marquina contribuiu exclusiva ou primariamente para sua versificação.
O casamento acabou quando Gregorio se apaixonou pela atriz Catalina Bárcena, com quem teve uma filha. Mesmo separados, ela continuou a escrever os livros que assinava como sendo seus. Com a morte de Gregorio em 1947, a filha de Catalina exigiu os direitos autorais do pai para si. Já exilada e com poucos recursos para se manter, María passou a assumir suas obras, e começou a publicar as obras do marido, desta vez com a autoria correta. Mas não obteve o mesmo sucesso de antes.

### Feminismo e política

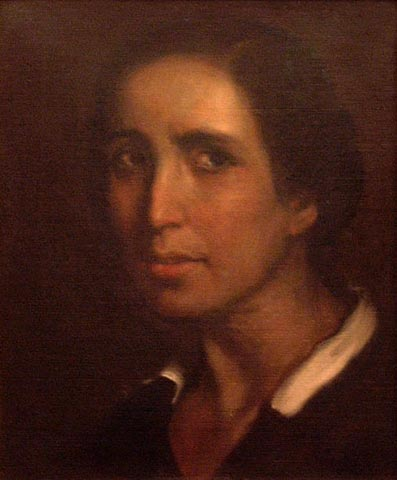
María de la O (1928), retrato de María de la O Lejárraga, por Julio Romero de Torres. Museo Julio Romero de Torres.

Seus pensamentos sobre o papel da mulher na sociedade giravam em torno da classe social e do gênero. A maternidade e o trabalho doméstico eram temas recorrentes em suas obras, sempre vinculados com a individualidade feminina como sendo um direito pleno de toda cidadã. Em 1914, publicou Cartas a las mujeres de España e em 1917 Feminismo, feminidad y españolismo, além de várias colaborações para jornais e revistas. Participou da fundação de várias associações feministas. Em 1917, participou da criação da Unión de Mujeres de España, que durou apenas dois anos. Em 1920, viajou para Genebra, como delegada da Espanha no VIII Congresso Internacional da Aliança pelo Sufrágio Feminino, onde colaborou com a redação de uma carta de direitos das mulheres: reconhecimento de igualdade política, administrativa e civil dos sexos em níveis nacional e internacional.
Em 1926, participou da fundação do Lyceum Club Femenino, presidido por María de Maeztu, junto de Victoria Kent e Zenobia Camprubí, entre várias outras mulheres da época. Filiou-se ao Partido Socialista Operário Espanhol em 1931 e focou sua campanha nas mulheres em um ciclo de conferências chamado La mujer ante la República que ocorreram no Ateneo de Madrid de 4 a 18 de maio de 1931. Nestas palestras ela tratava de derrubar os medos a respeito do novo sistema político, inclusive os medos religiosos.
Cada palestra tratava de um tema específico. Realidad, era sobre a nova realidade da pátria; Egoísmo, em defesa da república; Religión, sobre a questão religiosa; Federación sobre a autonomia e; Libertad sobre a reivindicação dos direitos das mulheres. Esta última se dividia em duas partes: o que a mulher era e o que viria a ser. Para tais discursos, María revisou extensivamente os códigos penais e civil da Espanha.
Promoveu a Asociación Femenina de Cultura Cívica, cujas atividades se iniciaram em 1932. As amigas que se conheceram na associação não queriam que ela fosse não apenas um instrumento de reivindicação feminista, mas também um lar espiritual e material para as trabalhadoras, especialmente da classe média. Para isso havia espaços, conferências, cursos e workshops. Em seis meses já existiam 600 sócias. Ela defendeu a aliança de associações feministas e, por essa razão, estava na publicação da revista  Cultura abrangente e feminina , que foi muito bem sucedida na época.
Em 1933, foi eleita deputada no Congresso por Granada e foi nomeada vice-presidente da Comissão de Instrução Pública. Ela interveio em questões gerais, opondo-se aos projetos de lei para expandir a força de trabalho do Corpo de Segurança e da Guarda Civil, e a revogação da lei dos Termos Municipais, pois entendia que eram leis injustas com um "povo espanhol faminto". Ele pede trabalho com necessidade urgente ". Em 1936, ela ocupou a representação diplomática da República Espanhola na Suíça como Adida Comercial do Ministério da Agricultura, Indústria e Comércio. Foi fundadora e participou da direção do Comité Nacional de Mujeres, contra a guerra e o fascismo, presidido por Dolores Ibárruri e colaborou com a revista Mujeres, da mesma associação.

### Exílio e morte
Em maio de 1937 foi nomeada secretária da delegação do governo espanhol para a XXIII conferência da Repartição Internacional do Trabalho. No entanto, com a mudança da liderança do governo em 1937 e com a substituição de Francisco Largo Caballero por Juan Negrín, ela foi demitida de sua posição e obrigada a se mudar para uma casa perto de Nice.
Voltou a escrever em 1948, um ano após a morte do marido e depois uma complicada cirurgia para correção de catarata. Por volta dessa época, ela começa a assinar suas obras com o nome de María Martínez Sierra e passa a reivindicar a autoria de seu trabalho para poder recolher os direitos autorais que haviam passado para a filha do marido.
Durante a Guerra Civil Espanhola, María morava em sua casa, perto de Nice, até ser a residência requisitada pelos nazistas. Exilada e fugindo dos conflitos da guerra civil, María se exilou na França, no México e por fim na Argentina, onde morreu em 28 de junho de 1974, aos 99 anos, na pobreza.

## Obras literárias
- Cuentos breves (1899).
- La mujer ante la República (1931).
- Una mujer por caminos de España (1952).
- Gregorio y yo (1953).
- Viajes de una gota de agua (1954).
- Fiesta en el Olimpo (1960).